# Peine de mort en Inde
La peine de mort en Inde constitue le châtiment suprême, très rarement mis en œuvre. Parmi les
pays appliquant la peine de mort, l'Inde est celui où le taux d'exécution est le deuxième plus bas du monde, avec 8 exécutions depuis 1996 pour une population de plus d'un milliard d'habitants.
Seules 7 exécutions ont eu lieu depuis 2004 : une le 21 novembre 2012, lorsque Ajmal Kasab a été exécuté pour le meurtre de 72 personnes dans les attaques de novembre 2008 à Bombay, la seconde le 9 février 2013 lorsque Afzal Guru a été pendu pour son rôle lors de l'attaque sanglante du Parlement indien en 2001 ayant fait 12 morts. Une troisième exécution de terroriste a eu lieu en 2015. Les 4 dernières exécutions ont eu lieu le même jour, le 20 mars 2020, pour le viol collectif et le meurtre de Jyoti Singh en 2012.
Le gouvernement fédéral de l'Inde vote toujours contre les résolutions de l'ONU appelant à un moratoire sur la peine de mort en vue de son abolition.
En décembre 2019, 378 personnes attendaient leur exécution dans le couloir de la mort.

## La jurisprudence
C'est la Cour suprême qui définit les critères permettant une condamnation à la peine de mort, celle-ci étant réservée aux crimes « les plus rares parmi les rares » (the rarest of rare) : « Lorsque la conscience collective de la communauté est tellement choquée qu'elle va attendre du ou des titulaires du pouvoir judiciaire pour qu'ils infligent la peine de mort, quelle que soit leur opinion personnelle en ce qui concerne l'opportunité ou non de conserver la peine de mort. »
La Haute juridiction a rappelé fin 2008 sa jurisprudence en affirmant que le nombre de victimes ne devait pas être un facteur prééminent dans le choix de la sentence « même dans le cas d'une seule victime, la peine de mort doit être considérée en tenant compte des circonstances du crime ». Même si le meurtre est théoriquement passible de mort en toutes circonstances, c'est donc l'horreur du crime ou son effet sur la population qui constituent le critère pour qu'un accusé puisse à terme être exécuté.
La peine de mort est théoriquement encourue également pour acte de guerre, falsification de preuve entraînant l'exécution d'un innocent, incitation au suicide suivi de mort d'un mineur ou d'un handicapé mental, et tentative de meurtre par un condamné à perpétuité s'il y a blessure. En dehors du code pénal, la peine de mort est également prévue pour récidive d'un trafic de drogue, pour divers crimes commis par les militaires, pour apartheid et terrorisme suivi de mort.
En 2013, la peine de mort a été ajoutée par le Gouvernement et le Parlement indien pour viol ayant mis la victime dans état végétatif, puis pour viol commis de manière répétée, à la suite des affaires médiatiques de viol collectif. Des condamnations à mort ont été prononcées en vertu de cette loi dès 2014.

## Procédure

### Procédure judiciaire
Les condamnations à mort sont d'abord contestées en appel devant les Hautes Cours. À titre d'exemple, on estime que la Haute Cour de Bombay rejette les condamnations à mort prononcées par les tribunaux inférieurs dans 52 % des cas. Si la Haute Cour confirme la condamnation, un deuxième appel pourra être formulé devant la Cour suprême, qui déléguera sa décision a un panel de deux ou trois de ses juges.

### Recours en grâce
Enfin, si la condamnation est confirmée par la Cour suprême, une demande de grâce peut être formulée devant le président de l'Union, qui décide sur avis conforme de l'Union Home Ministry, lui-même consultant le gouvernement de l'État où le crime a été commis.
Le gouverneur de cet État peut d'ailleurs lui aussi commuer une condamnation à mort, sans l'accord des autorités de l'Union.
En janvier 2014, la Cour suprême a jugé qu'un délai injustifié dans la décision de grâce (chose extrêmement fréquente) pouvait justifier la réduction judiciaire de la peine en emprisonnement à vie, au motif qu'une attente excessive de mourir était un traitement inhumain. Elle n'a cependant pas fixé de durée précise pour l'examen du recours en grâce et estimé que chaque affaire devait être examinée au cas par cas. Des dizaines de condamnations à mort ont été réduites en vertu de cette nouvelle jurisprudence. Dans cet arrêt, la Cour a en outre imposé que le condamné soit averti de son exécution au moins 14 jours à l'avance.

### Exécution
La peine de mort s'exécute par pendaison, sauf lorsque la peine est prononcée par une juridiction militaire, laquelle choisit alors entre la pendaison et l'exécution par arme à feu.
Le parlement indien n'a pas suivi la recommandation d'une commission d'adopter l'injection létale. La Cour suprême a confirmé en juillet 2009 que la pendaison est conforme à la Constitution, car la mort qu'elle inflige est indolore (rupture de la moelle épinière).

## Application effective
L'immense majorité des condamnés à mort ont vu cette condamnation annulée en appel. En effet, alors qu'Amnesty International déclarait en 2008 avoir recensé 100 condamnations à mort l'année précédente, seuls 28 condamnés, dont certains étaient incarcérés depuis les années 1990, avaient leur dossier sur le bureau du ministre.
En janvier 2012, la peine de mort a été prononcée pour la première fois pour trafic de drogue. Cette infraction constitue un crime capital lorsqu'elle est commise en récidive depuis 1988.
En mai 2010, le seul survivant des attaques de novembre 2008 à Bombay Ajmal Kasab a été condamné à mort, reconnu coupable de l'assassinat de 72 personnes. Les autres membres avaient été tués par les forces de sécurité au moment de leur arrestation. Son exécution le 21 novembre 2012 constitue la première exécution depuis 2004. Il a été exécuté seulement quatre ans après les faits et deux ans après sa condamnation de première instance, alors qu'aucun autre condamné à mort n'a été exécuté, ayant eu tous soit leur peine graciée, soit le Président de la République ne se prononçant pas. En outre, son exécution a eu lieu dans le secret et n'a été annoncée qu’après avoir été mise en œuvre.
En 2006, l'exécution prévue de Afzal Guru (en), condamné pour l'attentat du parlement indien en 2001, qui fit douze morts (dont cinq agents de sécurité), a finalement été suspendue car le pourvoi en grâce n'avait pas été examiné. Il a finalement été déposé par l'épouse de l'intéressé. Le gouvernement actuel avait été très critiqué par l'opposition de droite pour ne pas avoir encore pris de décision permettant l'exécution du condamné. Il a finalement été exécuté en février 2013, faisant de lui le deuxième exécuté en Inde depuis 2004.
Le 20 mars 2020, Akshay Thakur (31 ans), Pawan Gupta (25 ans), Vinay Sharma (26 ans) et Mukesh Singh (32 ans) qui avaient été condamnés à mort le 10 septembre 2013 pour le tabassage, le viol collectif, la torture et le meurtre de Jyoti Singh (1989-2012), une jeune stagiaire en physiothérapie, dans un bus de Delhi en décembre 2012 ont été pendus dans la prison de Tihar à New Delhi.